# Барбара Тарбак
Барбара Тарбак (15 січня 1942 — 26 грудня 2016) — американська актриса кіно, телебачення і театру, найвідоміша за ролями в телесеріалах «Головний госпіталь», Місячне сяйво, «Санта Барбара» та інших.

## Життєпис
Барбара Тарбак народилася в Детройті, штат Мічиган.
У віці з 9 до 13 років Барбара регулярно знімається у дитячому серіалі Storyland, який транслювався на Детройт AM радіостанції WWJ. Завдяки цьому вона навчилася акторської майстерності, спостерігаючи за досвідченими акторами радіо-шоу, Самотній рейнджер, Тінь та Зелений Шершень.
Б.Тарбак навчалась у Cooley High School та Університеті Вейна. Після отримання Єва Вудбрідж Віктора Стипендії, вона закінчила заклад у 1963 році та отримала диплом бакалавра.
Одночасно з навчанням, вона брала участь у показі Де Чарлі, який гастролював по Європі. Вона також отримала ступінь магістра театру в Університеті штату Мічиган. Потім закінчила Індіанський університет, щоб працювати провідною театральною актрисою та гастролювати з трупою.
Після закінчення вишів починає працювати над кандидатською дисертацією та грає в театрі. Також вона отримала стипендію Фулбрайта в Лондонській академії музики і драматичного мистецтва. Потім вона переїхала до Нью-Йорка, щоб продовжити свою акторську кар'єру в кіно та телевізійних постановках.
Пізніше разом із акторською діяльністю, вона викладала акторську майстерність в Каліфорнійському університеті у Лос-Анджелесі.

## Родина
Б.Тарбак у 1980 році одружилась з Джеймсом Денісом. Пара виховувала дочку, Дженніфер Лейн Конноллі, яка стала продюсером документальних фільмів.

## Смерть
Тарбук хворіла на хворобу Кройцфельда — Якоба.
Померла 26 грудня 2016 року на 75-у році життя у власному будинку в Лос-Анджелесі через ускладнення хвороби.

## Фільмографія

### Фільми
| Рік  | Назва                                 | Роль                | Посилання |
| ---- | ------------------------------------- | ------------------- | --------- |
| 1986 | Великий переполох                     | Хелен               | [ 3 ]     |
| 1986 | Коротке замикання                     | Sen. Mills          | [ 3 ]     |
| 1990 | Смерть Неймовірного Халка             | Емі Прайт           |           |
| 1991 | Кучерява Сью                          | місіс Арнольд       | [ 3 ]     |
| 1995 | Туга петля                            | Жан Беннет          | [ 3 ]     |
| 2003 | Tulse Luper Suitcases: The Moab Story | Ma Fender           | [ 6 ]     |
| 2004 | Широко крокуючи                       | Connie Vaughn       | [ 3 ]     |
| 2007 | Віднесені                             | Cassandra Windemere | [ 6 ]     |
| 2009 | С. Дарко                              | Агата               | [ 6 ]     |
| 2014 | Листівка з палацу                     | Герцогиня Паула     |           |

### Телебачення (телесеріали)
| Рік       | Назва                               | Роль                             | Посилання                                   |
| --------- | ----------------------------------- | -------------------------------- | ------------------------------------------- |
| 1979      | Волтони                             | Продавець                        | Епізод: «Розставання»                       |
| 1979      | The Incredible Hulk                 | 3rd Nurse                        | два епізоди                                 |
| 1979      | Ангели Чарлі (телесеріал)           | Фрау Гамбері                     | Епізод: «Розмарин, для пам'яті»             |
| 1979      | Даллас                              | Agnes                            | три епізоди                                 |
| 1980      | CBS Afternoon Playhouse             | Маріон                           | епізод: «Lost в Долині Смерті»              |
| 1980      | Тиха пристань                       | Агент з продажів                 | епізод: «Мужня судимість»                   |
| 1981      | Little House on the Prairie         | Beth Tomkins                     | Епізод: «The Lost Ones — Part 2»            |
| 1982      | M*A*S*H                             | майором Юді «Паралельний» Паркер | Епізод: «Запуск за гроші»                   |
| 1982      | Поліцейський загін!                 | Місіс Двічі                      | Епізод: «Істотна Gift (The Broken Promise)» |
| 1982      | Ньюхарт                             | Пані Флетчер                     | Епізод: «Тигри в цирку»                     |
| 1982–1986 | Династія                            | доктор Холтон                    | два епізоди                                 |
| 1983      | Сент-Елсвер                         | Agnes Najinksy                   | епізод: «Все про Єву»                       |
| 1983      | Кегні і Лейсі                       | Місіс Грейді                     | Епізод: «Надії і мрії»                      |
| 1985      | Зона сутінків                       | Саріта Розенталь                 | Епізод: «Життя обділеної в юності людини»   |
| 1985      | Кегні і Лейсі                       | Thelma Samuels                   | два епізоди                                 |
| 1986–1987 | Фелкон Крест                        | Рендал                           | 7 епізодів                                  |
| 1987      | Золоті дівчата                      | Марта Макдауелл                  | Епізод: «Спіймати Neighbor»                 |
| 1987      | Тиха пристань                       | місіс Шумахер                    | Епізод: «Зниклі безвісти особи»             |
| 1988      | Hunter                              | Judge Ruth Loomis                | Епізод: «Бумеранг»                          |
| 1989      | Закон Лос-Анджелеса                 | Доктор Нагель                    | Епізод: «Його костюм Hirsuit»               |
| 1989      | Місячне сяйво                       | Maddie's Classmate               | Episode: "Eine Kleine Nacht Murder "        |
| 1989      | Джамп стріт, 21                     | Суддя Ірен Пагота                | Епізод: «Родом з тіні»                      |
| 1990      | Аутсайдери                          | Мати Тіма                        | Episode: «Only the Lonely»                  |
| 1990      | Dragnet                             | Martha                           | Episode: «Copy Cat»                         |
| 1990      | Санта Барбара                       | Сестра Аллегра                   | 9 епізодів                                  |
| 1991      | Зоряний шлях: Наступне покоління    | Губернатор Лека Тріон            | Епізод: «Господар»                          |
| 1991–1992 | Civil Wars                          | Невідома                         | два епізоди                                 |
| 1992      | Квантовий стрибок                   | Естер                            | Епізод: «Роберто — 27 грудня 1982»          |
| 1992      | Picket Fences                       | Майра                            | Епізод: «Спогад Розмарі»                    |
| 1996–2010 | Головний госпіталь                  | Lady Jane Jacks                  | 41 епізод                                   |
| 1997      | Практика                            | Суддя Емілі                      | Епізод: «Частина V»                         |
| 1999      | Швидка допомога                     | Аліса Преслі                     | Епізод: «Choosing Joi»                      |
| 2000      | CSI: Місце злочину                  | Paige Harmon                     | 2 епізоди                                   |
| 2001      | Справедлива Емі                     | Доктор Коді                      | Епізод: «Тримайтеся міцніше»                |
| 2002      | Зоряний шлях: Ентерпрайз            | Канцлер Калев                    | Епізод: «Тіні P'Jem»                        |
| 2002      | Клієнт завжди мертвий               | Клінічний лікар                  | Епізод: «У грі»                             |
| 2003      | Поліція Нью-Йорку (телесеріал)      | Barbara Colohan                  | три епізоди                                 |
| 2003      | Без сліду                           | Невідомий                        | два епізоди                                 |
| 2003      | Детектив Раш                        | Хелен Хольц                      | Епізод: «час ненавидіти»                    |
| 2004      | NCIS: Полювання на вбивць           | Місіс Дональдсон                 | Епізод: «Незапечатані»                      |
| 2004      | Частини тіла (телесеріал)           | Місіс Деклан                     | Епізод: «Naomi Ganes»                       |
| 2005      | Медіум                              | Carol Waller Smith               | Епізод: «Time Out of Mind»                  |
| 2005      | Місце злочину: Нью-Йорк             | Вівіан Клавен                    | Епізод: «Танці з рибами»                    |
| 2007      | Мандрівник                          | Бабуся Вассер                    | Епізод: «Будинок на інший шлях»             |
| 2010      | Хор                                 | Nancy Bletheim                   | Episode: «The Purple Piano Project»         |
| 2012–2013 | Американська історія жаху: Притулок | Мати Клавдія                     | 5 епізодів                                  |
| 2013      | Божевільні                          | Hazel Tinsley                    | Епізод: «У дверному отворі, Частина 2»      |
| 2013      | Декстер                             | Sussman's mother                 | Епізод: «Every Silver Lining…»              |

## Театр
| Рік  | Назва                  | Роль        | Посилання |
| ---- | ---------------------- | ----------- | --------- |
| 1970 | Landscape and Silence  |             | [ 3 ]     |
| 1978 | The Water Engine       |             | [ 6 ]     |
| 1984 | Brighton Beach Memoirs | Kate Jerome | [ 3 ]     |